# Labilidad
La labilidad se refiere a algo que está en constante cambio o es probable que sufra un cambio.

## Bioquímica
En referencia a la bioquímica, este es un concepto importante en lo que respecta a la cinética de las metaloproteínas. Esto puede permitir la rápida síntesis y degradación de sustratos en el sistema biológico.

## Biología

### Células
Las células lábiles se refieren a células que se dividen constantemente al ingresar y permanecer en el ciclo celular. Las células están vivas solo por un corto período de tiempo. Debido a esto, pueden terminar reproduciendo nuevas células madre y reemplazar las células funcionales. Especialmente si las células se lesionan a través de un proceso llamado necrosis, o incluso si las células pasan por apoptosis. La forma en que estas células se regeneran y se reemplazan es bastante única. Al pasar por la división celular, una de las dos células hijas se convierte en una nueva célula madre. Esto ocurre para que la célula hija pueda terminar restaurando la población de células madre que se perdieron. La otra célula hija se separa en una célula funcional para reemplazar las células perdidas o lesionadas durante este proceso. Las células lábiles son un tipo de células que participan en la división de las células. Los otros dos tipos involucrados incluyen las "células estables" y las "células permanentes".
Cada uno de estos tipos de células responde a las lesiones de las células que ocupan de manera diferente. Se cree que los hepatocitos del hígado son una forma de célula lábil porque pueden regenerarse después de lesionarse. Un ejemplo de este tipo de regeneración puede consistir en realizar un trasplante de hígado pediátrico. En el que consiste en tomar un pedazo de hígado de un adulto para reemplazar el hígado completo de un niño. Luego, el hígado adulto que fue trasplantado para el niño, se regeneraría muy rápidamente a un hígado de tamaño normal. Otros tipos de células que se consideran células que se dividen constantemente son las células de la piel, las células del tracto gastrointestinal y las células sanguíneas de la médula ósea. Actuando como células madre para estos tipos de células. Otro ejemplo importante de esto es en el epitelio de la córnea, donde las células se dividen a nivel basal y se mueven hacia arriba, y las células superiores mueren y se caen. 
En las células lábiles, no se trata de una aceleración en los segmentos del ciclo celular (es decir, fase G1, fase S, fase G2 y fase M), sino más bien una fase G0 corta o ausente que es responsable de la división constante de las células.

### Proteínas
En medicina, el término "lábil" significa susceptible de alteración o destrucción. Por ejemplo, una proteína lábil al calor es aquella que se puede cambiar o destruir a altas temperaturas. Lo contrario de lábil en este contexto es "estable".
Cuando los aminoácidos exceden las necesidades, el hígado toma los aminoácidos y los desamina, un proceso que convierte el nitrógeno de los aminoácidos en amoníaco, que luego se procesa en el hígado en urea a través del ciclo de la urea. La excreción de urea ocurre a través de los riñones. Otras partes de las moléculas de aminoácidos pueden convertirse en glucosa y usarse como combustible. Cuando la ingesta de proteínas de los alimentos es periódicamente alta o baja, el cuerpo trata de mantener los niveles de proteínas en equilibrio mediante el uso de la "reserva de proteínas lábiles" para compensar las variaciones diarias en la ingesta de proteínas. Sin embargo, a diferencia de la grasa corporal como reserva para futuras necesidades calóricas, no hay almacenamiento de proteínas para necesidades futuras.

### Suelos
Los compuestos o materiales que se transforman fácilmente (a menudo por actividad biológica) se denominan lábiles. Por ejemplo, el fosfato lábil es la fracción de fosfato del suelo que se transforma fácilmente en fosfato soluble o disponible para las plantas. La materia orgánica lábil es la materia orgánica del suelo que se descompone fácilmente por microorganismos.
La calidad y cantidad del material disponible para los descomponedores es otro factor importante que influye en la velocidad de descomposición. Sustancias como azúcares y aminoácidos se descomponen fácilmente y se consideran lábiles. La celulosa y la hemicelulosa, que se descomponen más lentamente, son "moderadamente lábiles". Los compuestos que son más resistentes a la descomposición, como la lignina o la cutina, se consideran recalcitrantes. Los animales muertos se descomponen más rápidamente que las hojas muertas, que se descomponen más rápidamente que las ramas caídas. A medida que envejece el material orgánico en el suelo, disminuye su calidad. Los compuestos más lábiles se descomponen rápidamente, dejando una proporción creciente de material recalcitrante. Las paredes celulares microbianas también contienen materiales recalcitrantes como la quitina, y estos también se acumulan a medida que los microbios mueren, reduciendo aún más la calidad de la materia orgánica del suelo más antigua.
Junto con la materia orgánica disuelta, la Materia orgánica particulada (MOP) impulsa la red alimentaria acuática inferior al proporcionar energía en forma de carbohidratos, azúcares y otros polímeros que pueden degradarse. La MOP en los cuerpos de agua se deriva de los aportes terrestres (por ejemplo, materia orgánica del suelo, caída de hojarasca), vegetación acuática sumergida o flotante, o producción autóctona de algas (vivas o detríticas). Cada fuente de MOP tiene su propia composición química que afecta su labilidad o accesibilidad a la red alimentaria. Se cree que la MOP derivada de algas es más lábil, pero cada vez hay más pruebas de que la MOP terrestre puede complementar las dietas de microorganismos como el zooplancton cuando la productividad primaria es limitada.

## Química
El término se usa para describir una especie química transitoria. Como ejemplo general, si una molécula existe en una conformación particular durante un tiempo de vida corto, antes de adoptar una conformación de menor energía (disposición estructural), se dice que la estructura molecular anterior tiene "alta labilidad" (como el C25, un esferoide fullereno de 25 átomos de carbono). El término a veces también se usa en referencia a la reactividad; por ejemplo, se dice que un complejo que alcanza rápidamente el equilibrio en disolución es lábil (con respecto a esa disolución). Otro ejemplo común es el efecto cis en química organometálica, que es la labilidad de los ligandos de CO en la posición cis de los complejos carbonílicos de metales de transición octaédrica.